# 科萬卡
51°23′11″N 28°5′33″E / 51.38639°N 28.09250°E
科萬卡（烏克蘭語：Кованка），是烏克蘭北部的村莊，隸屬日托米爾州的科羅斯滕區。該村始建於1812年，面積0.96平方公里，海拔高度190米，2001年人口190，人口密度每平方公里197.92人。